# Le Grand Méchant Loup (film, 1934)
Pour les articles homonymes, voir Grand méchant loup.
Pour plus de détails, voir Fiche technique et Distribution.
Le Grand Méchant Loup (The Big Bad Wolf) est un court métrage d'animation américain de la série des Silly Symphonies produite par les studios Disney et sorti en 1934. Il fait suite au film Les Trois Petits Cochons (1933) basé sur le conte folklorique homonyme et du Petit Chaperon rouge (1697) de Charles Perrault.
Il a donné lieu à d'autres suites parmi lesquelles Les Trois Petits Loups (1936) ainsi qu'un grand nombre de bandes dessinées mettant en scène le personnage du « Grand Méchant Loup » sous le nom de Grand Loup.

## Synopsis
Le petit chaperon rouge rencontre les trois petits cochons sur le chemin la menant à la maison de sa grand-mère. Naf-Naf, le cochon pratique voulait prendre le long chemin pour éviter les bois mais le reste de la troupe préfère prendre le raccourci, boisé. Surgit alors le Grand Méchant Loup. Les cochons s'enfuient alors, abandonnant le petit chaperon. Le loup la poursuit jusqu'à la maison de la grand-mère. Il parvient à les enfermer dans la garde-robe en vue de les manger. Heureusement, le cochon pratique arrive et met du pop-corn et des braises brûlantes dans le pantalon du loup qui s'enfuit en hurlant. La grand-mère et le petit chaperon rouge sont sauvées.

## Fiche technique
- Titre original : The Big Bad Wolf

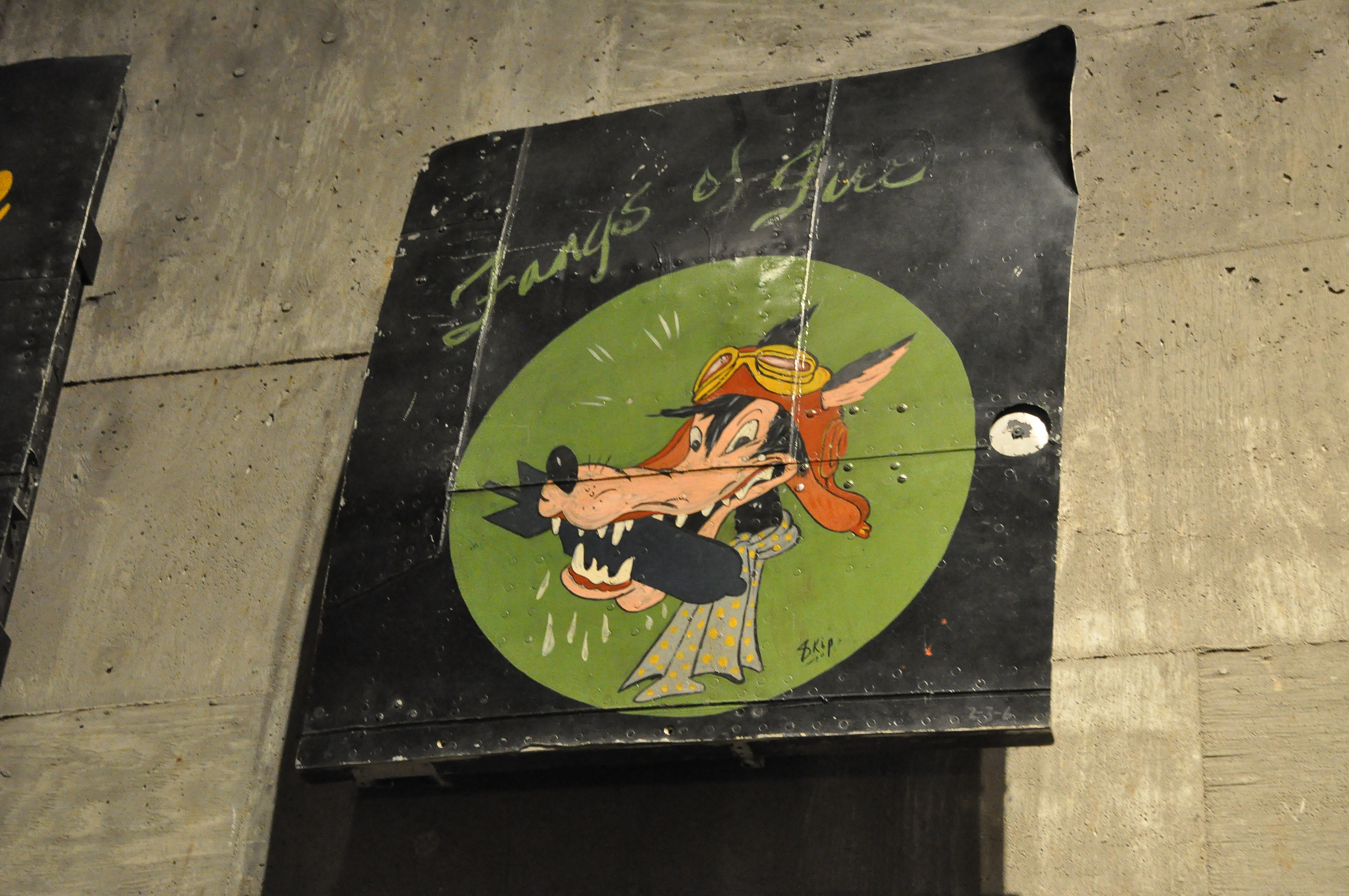
Le terrible Grand Méchant Loup (en aviateur). Nose art d'un avion de combat.

- Titre français : Le Grand Méchant Loup
- Autres titres[2] :
  - Allemagne : Der Große böse Wolf
  - Suède : Den Stora stygga vargen eller Tre små grisar på nya äventyrn
- Série : Silly Symphonies
- Réalisation : Burton Gillett
- Scénario[3] : Ted Sears
- Animation[3]: Les Clark, Dick Lundy, Hamilton Luske, Norman Ferguson, Clyde Geronimi, Bill Roberts, Fred Moore
- Musique : Frank Churchill
  - Chanson : The Big Bad Wolf is Back Again
- Production : Walt Disney
- Société de production : Walt Disney Studios
- Société de distribution : United Artists
- Pays :   États-Unis
- Langue : anglais
- Format[2]  : couleur (Technicolor) - 35 mm - 1,37:1 - son mono (RCA Sound System)
- Genre : court métrage de dessin animé comique
- Durée : 9 minutes et 21 secondes
- Dates de sortie[2],[3] : 
  - États-Unis : 
    - Première à Los Angeles : du 1 au 6 septembre 1934 au United Artists en première partie de La Maison des Rothschild d'Alfred L. Werker
    - Première à New York : du 3 au 9 mai 1934 au Radio City Music Hall en première partie de Train de luxe d'Howard Hawks

  - France : 23 janvier 1935[4]

## Distribution

### Voix originales
- Billy Bletcher : Zeke Midas Wolf (Grand Méchant Loup)
- Dorothy Compton : Fifer Pig (Nif-Nif)
- Mary Moder : Fiddler Pig (Nouf-Nouf)
- Pinto Colvig : Practical Pig (Naf-Naf)
- Shirley Reed : Little Red Riding Hood (Petit Chaperon rouge)

### Voix françaises

#### 1erdoublage (1985)
- Roger Carel : le Grand Méchant Loup, Nif-Nif, Nouf-Nouf
- Régine Teyssot : Le Petit Chaperon rouge, la grand-mère

#### 2edoublage (1990)
- Jean-Claude Montalban : le Grand Méchant Loup
- Amélie Morin : Le Petit Chaperon rouge, Nif-Nif, Nouf-Nouf

## Commentaires
Ce film mêle étrangement les contes du Petit Chaperon rouge et des Trois Petits Cochons. Ce fait est dû à la volonté d'United Artists de contenter le public en leur donnant encore plus de « petits cochons ». Deux autres films furent réalisés avec les cochons, portant le total à quatre, tandis le loup est apparu dans neuf courts métrages.
Le conte original du Petit Chaperon Rouge avait déjà été traité par Walt Disney du temps de son premier studio Laugh-O-Gram à Kansas City entre 1921-1922, sous le titre Little Red Riding Hood.